# ألبرتو فراغا
ألبرتو فراغا هو سياسي برازيلي، ولد في 2 يونيو 1956 في بلدية إيستانكيا في البرازيل. نشط حزبياً في حزب الديمقراطيين ‏. وقد انتخب عضو مجلس النواب البرازيلي ‏ عن دائرة Federal District ‏ وقد انضم خلال فترته النيابية ‏ للكتلة البرلمانية حزب الديمقراطيين ‏.

## وصلات خارجية
- الموقع الرسمي